# Quercus nixoniana
Quercus nixoniana är en bokväxtart som beskrevs av S.Valencia och Lozada-pérez. Quercus nixoniana ingår i släktet ekar, och familjen bokväxter. Inga underarter finns listade.